# Josef Jíra

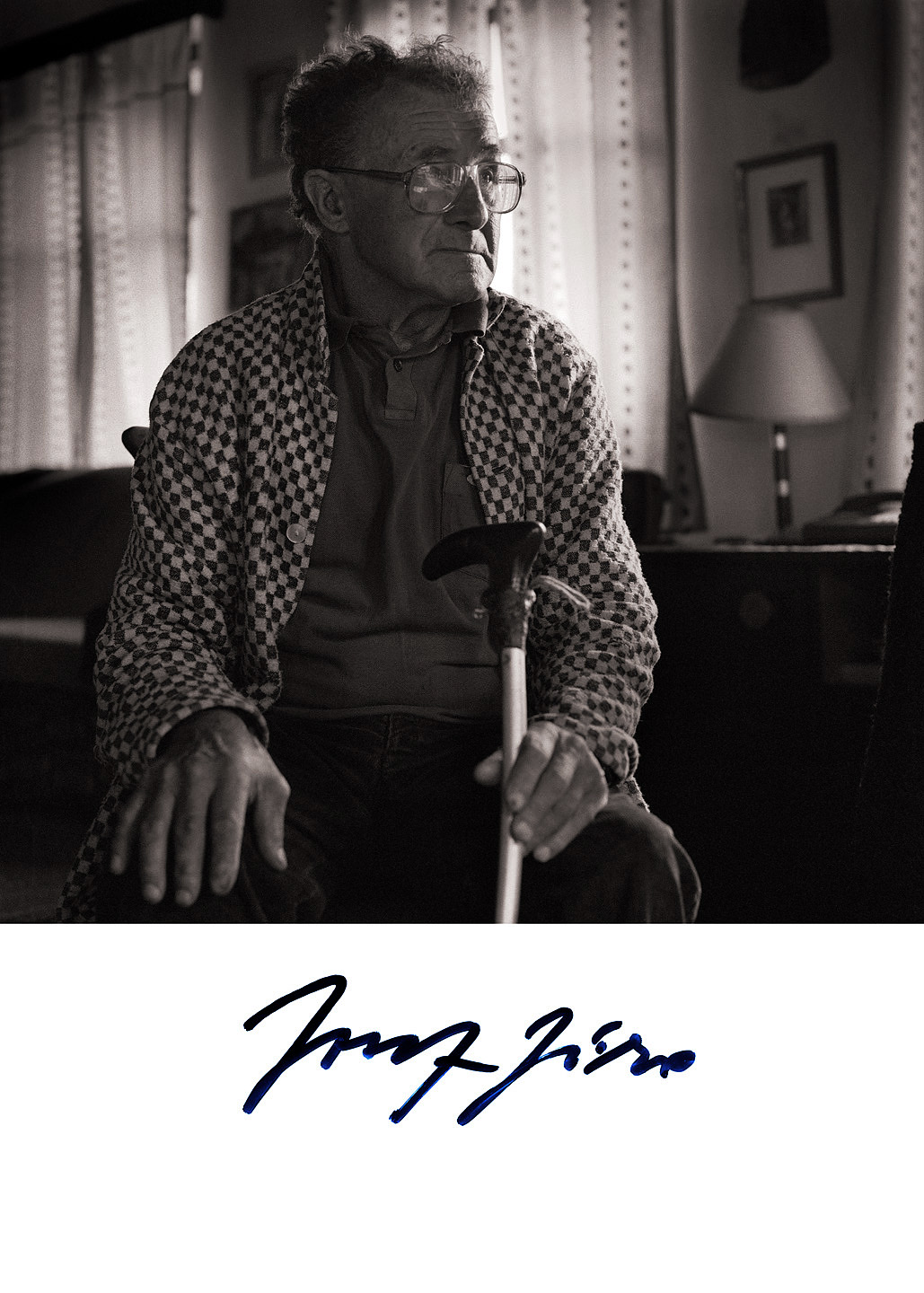
Josef Jíra

Josef Jíra (* 11. Oktober 1929 in Turnov; † 15. Juni 2005 in Malá Skála) war ein tschechischer Maler, Grafiker und Illustrator.
Jíra absolvierte die Kunstakademie in Prag. Er erhielt 1969 den ersten Preis beim zweiten Prager Salon. Er war Mitglied der Gruppe M57. Für Werke von Bohumil Hrabal und Ivan Olbracht schuf er bekannte Illustrationen. Zudem ist er mit verschiedensten Großgemälden in der Tschechischen Republik bekannt.
| Personendaten    | Personendaten                                 |
| ---------------- | --------------------------------------------- |
| NAME             | Jíra, Josef                                   |
| KURZBESCHREIBUNG | tschechischer Maler, Grafiker und Illustrator |
| GEBURTSDATUM     | 11. Oktober 1929                              |
| GEBURTSORT       | Turnov                                        |
| STERBEDATUM      | 15. Juni 2005                                 |
| STERBEORT        | Malá Skála                                    |